# Algeriet i olympiska spelen
Algeriet tävlade för första gången i olympiska spelen 1964, och har deltagit vid varje olympiskt sommarspel sedan dess, förutom 1976 då de bojkottade spelen. Tre gånger har Algeriet även skickat deltagare till de olympiska vinterspelen. Landets nationella olympiska kommitté heter Comité Olympique Algérien (Algeriets Olympiska Kommitté) och bildades 1963.

## Historia

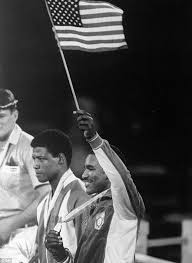
Mustapha Moussa tog Algeriets första olympiska medalj i Los Angeles 1984.

Före Algeriets självständighet 1962 tävlade de algeriska idrottarna för Frankrike. Bland de mest kända återfinns bland annat Ahmed Boughéra El Ouafi (guldmedaljör 1928) och Alain Mimoun (guldmedaljör 1956).
Efter självständigheten deltog Algeriet i de olympiska spelen för första gången vid olympiska sommarspelen 1964 i Tokyo med gymnasten Mohamed Lazhari som ensam deltagare. 
Algeriet drog sig ur olympiska sommarspelen 1976 efter att IOK vägrat att förbjuda länder som hade tävlat i Sydafrika under deras apartheidpolitik. Nästan samtliga nationer i Afrika deltog i bojkotten. Sydafrika själva hade varit avstängda från OS sedan 1964.
Under olympiska sommarspelen 1980 deltog Algeriet för första gången i lagsport då landet tävlade i både fotboll och handboll. Algeriet tog sin första medalj vid olympiska sommarspelen 1984 då Mustapha Moussa tog brons i boxning.

## Medaljer
| Guld | Silver | Brons | Totalt antal medaljer |
| ---- | ------ | ----- | --------------------- |
| 7    | 4      | 9     | 20                    |

| Spel                | Idrottare              | Guld                   | Silver                 | Brons                  | Totalt                 | Placering              |
| 1896–1960           | tävlande för Frankrike | tävlande för Frankrike | tävlande för Frankrike | tävlande för Frankrike | tävlande för Frankrike | tävlande för Frankrike |
| Tokyo 1964          | 1                      | 0                      | 0                      | 0                      | 0                      | –                      |
| Mexico City 1968    | 3                      | 0                      | 0                      | 0                      | 0                      | –                      |
| München 1972        | 5                      | 0                      | 0                      | 0                      | 0                      | –                      |
| Montréal 1976       | Deltog inte            | Deltog inte            | Deltog inte            | Deltog inte            | Deltog inte            | Deltog inte            |
| Moskva 1980         | 54                     | 0                      | 0                      | 0                      | 0                      | –                      |
| Los Angeles 1984    | 32                     | 0                      | 0                      | 2                      | 2                      | 42                     |
| Seoul 1988          | 42                     | 0                      | 0                      | 0                      | 0                      | –                      |
| Barcelona 1992      | 35                     | 1                      | 0                      | 1                      | 2                      | 34                     |
| Atlanta 1996        | 45                     | 2                      | 0                      | 1                      | 3                      | 34                     |
| Sydney 2000         | 47                     | 1                      | 1                      | 3                      | 5                      | 41                     |
| Aten 2004           | 61                     | 0                      | 0                      | 0                      | 0                      | –                      |
| Peking 2008         | 62                     | 0                      | 1                      | 1                      | 2                      | 64                     |
| London 2012         | 39                     | 1                      | 0                      | 0                      | 1                      | 50                     |
| Rio de Janeiro 2016 | 65                     | 0                      | 2                      | 0                      | 2                      | 62                     |
| Tokyo 2020          | 41                     | 0                      | 0                      | 0                      | 0                      | –                      |
| Paris 2024          | 45                     | 2                      | 0                      | 1                      | 3                      | 39                     |
| Los Angeles 2028    | Framtida tävling       | Framtida tävling       | Framtida tävling       | Framtida tävling       | Framtida tävling       | Framtida tävling       |
| Brisbane 2032       | Framtida tävling       | Framtida tävling       | Framtida tävling       | Framtida tävling       | Framtida tävling       | Framtida tävling       |
| Totalt              | Totalt                 | 7                      | 4                      | 9                      | 20                     | 67                     |

| Spel                | Idrottare        | Guld             | Silver           | Brons            | Totalt           | Placering        |
| Albertville 1992    | 4                | 0                | 0                | 0                | 0                | –                |
| Lillehammer 1994    | Deltog inte      |                  |                  |                  |                  |                  |
| Nagano 1998         | Deltog inte      |                  |                  |                  |                  |                  |
| Salt Lake City 2002 | Deltog inte      |                  |                  |                  |                  |                  |
| Turin 2006          | 2                | 0                | 0                | 0                | 0                | –                |
| Vancouver 2010      | 1                | 0                | 0                | 0                | 0                | –                |
| Sotji 2014          | Deltog inte      |                  |                  |                  |                  |                  |
| Pyeongchang 2018    | Deltog inte      |                  |                  |                  |                  |                  |
| Peking 2022         | Deltog inte      |                  |                  |                  |                  |                  |
| Milano–Cortina 2026 | Framtida tävling | Framtida tävling | Framtida tävling | Framtida tävling | Framtida tävling | Framtida tävling |
| Totalt              | Totalt           | 0                | 0                | 0                | 0                | –                |

### Medaljer efter sporter
| Sport              | Guld | Silver | Brons | Totalt |
| Friidrott          | 4    | 3      | 3     | 10     |
| Boxning            | 2    | 0      | 5     | 7      |
| Gymnastik          | 1    | 0      | 0     | 1      |
| Judo               | 0    | 1      | 1     | 2      |
| Totalt (4 sporter) | 7    | 4      | 9     | 20     |

## Idrottare med flest medaljer
Endast två algeriska idrottare har vunnit två medaljer i de olympiska spelens historia: medeldistanslöparen Taoufik Makhloufi och boxaren Hocine Soltani.
| Idrottare         | Sport     | Spel      |   |   |   | Totalt |
| ----------------- | --------- | --------- | - | - | - | ------ |
| Taoufik Makhloufi | Friidrott | 2012–2016 | 1 | 2 | 0 | 3      |
| Hocine Soltani    | Boxning   | 1992–1996 | 1 | 0 | 1 | 2      |

Notera: bakgrundsfärgen Khaki betyder att idrottaren fortfarande är aktiv.

## Guldmedaljörer
I denna tabell (sorterad efter totalt antal individuella guldmedaljer) finns de idrottare som har vunnit individuella guldmedaljer vid OS (men även vid VM).
|    | Idrottare           | Sport     | Född | Tidsperiod | Individuellt | Individuellt | Individuellt | Individuellt | Individuellt | Individuellt | Lag | Lag | Lag | Lag          | Lag          | Lag          | Totalt | Totalt | Totalt | Totalt             | Totalt             | Totalt             | Totalt             | Totalt | Totalt | Totalt |
| OS | OS                  | OS        | Född | Tidsperiod | VM           | VM           | VM           | OS           | OS           | OS           | VM  | VM  | VM  | Individuellt | Individuellt | Individuellt | Lag    | Lag    | Lag    | Individuellt + Lag | Individuellt + Lag | Individuellt + Lag | Individuellt + Lag |        |        |        |
| -- | ------------------- | --------- | ---- | ---------- | ------------ | ------------ | ------------ | ------------ | ------------ | ------------ | --- | --- | --- | ------------ | ------------ | ------------ | ------ | ------ | ------ | ------------------ | ------------------ | ------------------ | ------------------ | ------ | ------ | ------ |
|    | Idrottare           | Sport     | Född | Tidsperiod |              |              |              |              |              |              |     |     |     |              |              |              |        |        |        |                    | Totalt             |                    |                    |        |        |        |
| 1  | Noureddine Morceli  | Friidrott | 1970 | 1988–1998  | 1            | 0            | 0            | 3            | 0            | 0            | 0   | 0   | 0   | 0            | 0            | 0            | 4      | 0      | 0      | 0                  | 0                  | 0                  | 4                  | 0      | 0      | 4      |
| 2  | Taoufik Makhloufi   | Friidrott | 1988 | 2007–2021  | 1            | 2            | 0            | 0            | 1            | 0            | 0   | 0   | 0   | 0            | 0            | 0            | 1      | 3      | 0      | 0                  | 0                  | 0                  | 1                  | 3      | 0      | 4      |
| 3  | Hassiba Boulmerka   | Friidrott | 1968 | 1988–1997  | 1            | 0            | 0            | 2            | 0            | 1            | 0   | 0   | 0   | 0            | 0            | 0            | 3      | 0      | 1      | 0                  | 0                  | 0                  | 3                  | 0      | 1      | 4      |
| 4  | Hocine Soltani      | Boxning   | 1972 | 1991–2000  | 1            | 0            | 1            | 0            | 0            | 1            | –   | –   | –   | -            | -            | -            | 1      | 0      | 2      | -                  | -                  | -                  | 1                  | 0      | 2      | 3      |
| 5  | Nouria Mérah-Benida | Friidrott | 1970 | 1996–2006  | 1            | 0            | 0            | 0            | 0            | 0            | 0   | 0   | 0   | 0            | 0            | 0            | 1      | 0      | 0      | 0                  | 0                  | 0                  | 1                  | 0      | 0      | 1      |
| 6  | Kaylia Nemour       | Gymnastik | 2006 | 2022–      | 1            | 0            | 0            | 0            | 1            | 0            | 0   | 0   | 0   | 0            | 0            | 0            | 1      | 1      | 0      | 0                  | 0                  | 0                  | 1                  | 1      | 0      | 2      |
| 7  | Imane Khelif        | Boxning   | 1999 | 2018–      | 1            | 0            | 0            | 0            | 1            | 0            | –   | –   | –   | -            | -            | -            | 1      | 1      | 0      | -                  | -                  | -                  | 1                  | 1      | 0      | 2      |

Notera: bakgrundsfärgen Khaki betyder att idrottaren fortfarande är aktiv.

## Lista över medaljörer
| Medalj | Namn                | Spel                | Sport     | Gren                      | Datum             |
| ------ | ------------------- | ------------------- | --------- | ------------------------- | ----------------- |
| Brons  | Mustapha Moussa     | Los Angeles 1984    | Boxning   | Herrarnas lätt tungvikt   | 9 augusti 1984    |
| Brons  | Mohamed Zaoui       | Los Angeles 1984    | Boxning   | Herrarnas mellanvikt      | 9 augusti 1984    |
| Guld   | Hassiba Boulmerka   | Barcelona 1992      | Friidrott | Damernas 1 500 meter      | 8 augusti 1992    |
| Brons  | Hocine Soltani      | Barcelona 1992      | Boxning   | Herrarnas fjädervikt      | 7 augusti 1992    |
| Guld   | Noureddine Morceli  | Atlanta 1996        | Friidrott | Herrarnas 1 500 meter     | 3 augusti 1996    |
| Guld   | Hocine Soltani      | Atlanta 1996        | Boxning   | Herrarnas lättvikt        | 4 augusti 1996    |
| Brons  | Mohamed Bahari      | Atlanta 1996        | Boxning   | Herrarnas mellanvikt      | 1 augusti 1996    |
| Guld   | Nouria Mérah-Benida | Sydney 2000         | Friidrott | Damernas 1 500 meter      | 30 september 2000 |
| Silver | Ali Saïdi-Sief      | Sydney 2000         | Friidrott | Herrarnas 5 000 meter     | 30 september 2000 |
| Brons  | Abderrahmane Hammad | Sydney 2000         | Friidrott | Herrarnas höjdhopp        | 24 september 2000 |
| Brons  | Djabir Saïd-Guerni  | Sydney 2000         | Friidrott | Herrarnas 800 meter       | 27 september 2000 |
| Brons  | Mohamed Allalou     | Sydney 2000         | Boxning   | Herrarnas lätt weltervikt | 29 september 2000 |
| Silver | Amar Benikhlef      | Peking 2008         | Judo      | Herrarnas mellanvikt      | 13 augusti 2008   |
| Brons  | Soraya Haddad       | Peking 2008         | Judo      | Damernas halv lättvikt    | 10 augusti 2008   |
| Guld   | Taoufik Makhloufi   | London 2012         | Friidrott | Herrarnas 1 500 meter     | 7 augusti 2012    |
| Silver | Taoufik Makhloufi   | Rio de Janeiro 2016 | Friidrott | Herrarnas 800 meter       | 15 augusti 2016   |
| Silver | Taoufik Makhloufi   | Rio de Janeiro 2016 | Friidrott | Herrarnas 1 500 meter     | 20 augusti 2016   |
| Guld   | Kaylia Nemour       | Paris 2024          | Gymnastik | Damernas barr             | 4 augusti 2024    |
| Guld   | Imane Khelif        | Paris 2024          | Boxning   | Damernas 66 kg            | 9 augusti 2024    |
| Brons  | Djamel Sedjati      | Paris 2024          | Friidrott | Herrarnas 800 meter       | 10 augusti 2024   |

## Fanbärare
| Spel                | Idrottare                    | Sport                              |
| ------------------- | ---------------------------- | ---------------------------------- |
| Tokyo 1964          | Mohamed Lazhari              | Gymnastik                          |
| Mexico City 1968    |                              |                                    |
| München 1972        | Azzedine Azzouzi             | Friidrott                          |
| Montréal 1976       | deltog inte                  | deltog inte                        |
| Moskva 1980         |                              |                                    |
| Los Angeles 1984    | Abdelkrim Bendjemil          | Handboll                           |
| Seoul 1988          | Noureddine Tadjine           | Friidrott                          |
| Barcelona 1992      |                              |                                    |
| Atlanta 1996        | Karim El-Mahouab             | Handboll                           |
| Sydney 2000         | Djabir Saïd-Guerni           | Friidrott                          |
| Aten 2004           | Djabir Saïd-Guerni           | Friidrott                          |
| Peking 2008         | Salim Iles                   | Simning                            |
| London 2012         | Abdelhafid Benchabla         | Boxning                            |
| Rio de Janeiro 2016 | Sonia Asselah                | Judo                               |
| Tokyo 2020          | Mohamed Flissi & Amel Melih  | Boxning (Flissi) & Simning (Melih) |
| Paris 2024          | Amina Belkadi & Yasser Triki | Friidrott (Triki) & Judo (Belkadi) |

| Spel                | Idrottare           | Sport            |
| ------------------- | ------------------- | ---------------- |
| Albertville 1992    | Nacera Boukamoum    | Alpin skidsport  |
| Lillehammer 1994    | deltog inte         | deltog inte      |
| Nagano 1998         | deltog inte         | deltog inte      |
| Salt Lake City 2002 | deltog inte         | deltog inte      |
| Turin 2006          | Christelle Douibi   | Alpin skidsport  |
| Vancouver 2010      | Mehdi-Selim Khelifi | Längdåkning      |
| Sotji 2014          | deltog inte         |                  |
| Pyeongchang 2018    | deltog inte         |                  |
| Peking 2022         | deltog inte         |                  |
| Milano–Cortina 2026 | framtida tävling    | framtida tävling |